# South Tehidy
South Tehidy – przysiółek w Anglii, w hrabstwie Kornwalii, w dystrykcie (unitary authority) Kornwalia. Leży 4 km od miasta Redruth, 17,8 km od miasta Truro i 393,2 km od Londynu. W 2015 miejscowość liczyła 1100 mieszkańców.